# Cúp Algarve 2001
Cúp Algarve 2001 (tiếng Anh: Algarve Cup 2001), giải bóng đá giao hữu thường niên diễn ra tại Algarve, Bồ Đào Nha từ 11 đến 17 tháng 3 năm 2001. Thụy Điển là đội tuyển vô địch của giải.

## Thể thức
Tại vòng bảng, tám đội được chia làm hai bảng. Các đội trong bảng thi đấu vòng tròn một lượt. Vòng phân hạng gồm bốn trận đấu: trận tranh hạng nhất giữa các đội đầu bảng, tranh hạng ba giữa các đội nhì bảng, tranh hạng năm giữa các đội thứ ba, và trận tranh hạng bảy giữa các đội cuối bảng.
- Giờ thi đấu là WET (UTC±0).

## Vòng bảng

### Bảng A
| Đội        | Đ | Tr | T | H | B | BT | BB | HS |
| ---------- | - | -- | - | - | - | -- | -- | -- |
| Thụy Điển  | 9 | 3  | 3 | 0 | 0 | 11 | 3  | +8 |
| Canada     | 6 | 3  | 2 | 0 | 1 | 7  | 6  | +1 |
| Hoa Kỳ     | 2 | 3  | 1 | 0 | 2 | 2  | 5  | −3 |
| Bồ Đào Nha | 0 | 3  | 0 | 0 | 3 | 2  | 8  | −6 |

| Canada                         | 3–0     | Hoa Kỳ |
| ------------------------------ | ------- | ------ |
| Hooper 31', 90' · Sinclair 37' | Báo cáo |        |

| Thụy Điển                                                | 4–1     | Bồ Đào Nha |
| -------------------------------------------------------- | ------- | ---------- |
| Moström 24' · Ljungberg 40' · Svensson 48' · Flyborg 77' | Báo cáo | 2' Xavier  |

| Hoa Kỳ                  | 2–0     | Bồ Đào Nha |
| ----------------------- | ------- | ---------- |
| Welsh 65' · Rigamat 87' | Báo cáo |            |

| Thụy Điển                                          | 5–2     | Canada            |
| -------------------------------------------------- | ------- | ----------------- |
| Ljungberg 11', 15', 45' · 13' (l.n.) · Flyborg 78' | Báo cáo | 35', 75' Sinclair |

| Thụy Điển                    | 2–0     | Hoa Kỳ |
| ---------------------------- | ------- | ------ |
| Nordlund 38' · Ljungberg 73' | Báo cáo |        |

| Canada               | 2–1     | Bồ Đào Nha    |
| -------------------- | ------- | ------------- |
| 8' (l.n.) · Boyd 89' | Báo cáo | 45' Fernandes |

### Bảng B
| Đội        | Đ | Tr | T | H | B | BT | BB | HS  |
| ---------- | - | -- | - | - | - | -- | -- | --- |
| Đan Mạch   | 6 | 3  | 2 | 0 | 1 | 8  | 2  | +6  |
| Trung Quốc | 6 | 3  | 2 | 0 | 1 | 6  | 2  | +4  |
| Na Uy      | 6 | 3  | 2 | 0 | 1 | 6  | 3  | +3  |
| Phần Lan   | 0 | 3  | 0 | 0 | 3 | 1  | 14 | −13 |

| Đan Mạch                   | 2–1 | Trung Quốc |
| -------------------------- | --- | ---------- |
| Kjældgaard 55' · Krogh 84' |     | 7' Phổ Vĩ  |

| Na Uy                                             | 5–1 | Phần Lan   |
| ------------------------------------------------- | --- | ---------- |
| Mellgren 16', 20' · Ørmen 56', 67' · Haugenes 22' |     | 58' Kackur |

| Na Uy | 0–2 | Trung Quốc                          |
| ----- | --- | ----------------------------------- |
|       |     | 50' Triệu Lợi Hồng · 61' Bạch Lê Lê |

| Phần Lan | 0–6 | Đan Mạch                                                                     |
| -------- | --- | ---------------------------------------------------------------------------- |
|          |     | Kjældgaard 22' · Krogh 35', 60' · Pedersen 42' · Jokumsen 70' · Sørensen 87' |

| Na Uy           | 1–0 | Đan Mạch |
| --------------- | --- | -------- |
| Gulbrandsen 59' |     |          |

| Trung Quốc                                | 3–0 | Phần Lan |
| ----------------------------------------- | --- | -------- |
| Lưu Anh 27' · Phan Lệ Na 36' · Lý Cát 45' |     |          |

## Vòng phân hạng

### Tranh hạng bảy
| Phần Lan                                      | 3–1     | Bồ Đào Nha  |
| --------------------------------------------- | ------- | ----------- |
| Julin 36' · Uusi-Luomalahti 44' · Ekström 78' | Báo cáo | 16' Martins |

### Tranh hạng năm
| Na Uy                                     | 4–3     | Hoa Kỳ                                  |
| ----------------------------------------- | ------- | --------------------------------------- |
| Gulbrandsen 21', 73', 86' · Tønnessen 88' | Báo cáo | 24' Marquand · 46' Schott · 56' Reddick |

### Tranh hạng ba
| Trung Quốc                                                 | 5–1     | Canada                 |
| ---------------------------------------------------------- | ------- | ---------------------- |
| Bạch Lê Lê 42', 65' · Triệu Lợi Hồng 67', 87' · Phổ Vĩ 92' | Báo cáo | 21' Christine Sinclair |

### Chung kết
| Thụy Điển                                   | 3–0 | Đan Mạch |
| ------------------------------------------- | --- | -------- |
| Fagerström 5' · Ljungberg 37' · Moström 74' |     |          |